# Dialética na comunicação
A Dialética na Comunicação é a aplicação do pensamento dialético aos processos comunicacionais. É uma interpretação muito comum na Análise do Discurso.
A comunicação começa com a necessidade humana de compartilhar experiências e conhecimento. As teorias da comunicação dão diferentes pesos para cada um dos componentes da comunicação. As primeiras afirmavam que tudo o que o emissor dissesse seria aceito pelo receptor (público). Daí surge a Teoría Crítica que analisa profundamente a transmissão/dominação ideológica na comunicação de massa (Adorno, Horkheimer). Depois disso se passa a criticar o modelo. O receptor, dizem os estudiosos de Palo Alto, tem consciência e só aceita o que deseja. Do ponto de vista de Barbero, o que o receptor aceita (ou melhor, compreende) varia grandemente conforme sua cultura, no sentido mais amplo da palavra.

## Cultura de Massa
Como conseqüência das tecnologias de comunicação aparecidas no século XX, e das circunstâncias geopolíticas configuradas na mesma época, a cultura de massa desenvolveu-se a ponto de ofuscar os outros tipos de cultura anteriores e alternativos a ela. Antes de haver cinema, rádio e TV, falava-se em cultura popular, em oposição à cultura erudita das classes aristocráticas; em cultura nacional, componente da identidade de um povo; em cultura clássica, conjunto historicamente definido de valores estéticos e morais; e num número tal de culturas que, juntas e interagindo, formavam identidades diferenciadas das populações.
A chegada da cultura de massa, porém, acaba submetendo as demais “culturas” a um projeto comum e homogêneo — ou pelo menos pretende essa submissão. Por ser produto de uma indústria de porte internacional (e, mais tarde, global), a cultura elaborada pelos vários veículos então surgentes esteve sempre ligada intrinsecamente ao poder econômico do capital industrial e financeiro. A massificação cultural, para melhor servir esse capital, requereu a repressão às demais formas de cultura — de forma que os valores apreciados passassem a ser apenas os compartilhados pela massa.
A cultura popular, produzida fora de contextos institucionalizados ou mercantis, teve de ser um dos objetos dessa repressão imperiosa. Justamente por ser anterior, o popular era também alternativo à cultura de massa, que por sua vez pressupunha — originalmente — ser hegemônica como condição essencial de existência.
O que a indústria cultural percebeu mais tarde (e Adorno constatou, pessimista), é que ela possuía a capacidade de absorver em si os antagonismos e propostas críticas, em vez de combatê-lo. Desta forma, sim, a cultura de massa alcançaria a hegemonia: elevando ao seu próprio nível de difusão e exaustão qualquer manifestação cultural, e assim tornando-a efemêra e desvalorizada.
A “censura”, que antes era externa ao processo de produção dos bens culturais, passa agora a estar no berço dessa produção. A cultura popular, em vez de ser recriminada por ser “de mau gosto” ou “de baixa qualidade” , é hoje deixada de lado quando usado o argumento mercadológico do “isto não vende mais” — depois de ser repetida até exaurir-se de qualquer significado ideológico ou político.
No contexto da indústria cultural — da qual a mídia é o maior porta-voz — são totalmente distintos e independentes os conceitos de “popular” e “popularizado”, já que o grau de difusão de um bem cultural não depende mais de sua classe de origem para ser aceito por outra. A grande alteração da cultura de massa foi transformar todos em consumidores que, dentro da lógica iluminista, são iguais e livres para consumir os produtos que desejarem. Dessa forma, pode haver o “popular” (i.e., produto de expressão genuína da cultura popular) que não seja popularizado (“que não venda bem”, na indústria cultural) e o “popularizado” que não seja popular (vende bem, mas é de origem elitista).

## Dialética e Retórica
A dialética:
Para Platão, a essência da filosofia recai sobre o processo da dialética, no qual a razão e a discussão levam progressivamente à descoberta de importantes verdades e do esclarecimento. Isto gerou uma disputa com os pensadores Sofistas; Platão acreditava que os sofistas se importavam não pela verdade do argumento, mas, apenas por sim em seu poder de vencer uma oratória. Dois dos diálogos de Platão são focados na retórica. Gorgias enfatiza o ponto de Platão em que ele diz que os sofistas valorizam o estilo sobre a essência. Filosofia e retórica são relacionados da mesma maneira que a medicina e os cosméticos. Isto é, a medicina (como a filosofia) se importa com a essência das coisas, de outro lado os cosméticos (como a retórica) cuidam apenas das aparências.
A retórica:
A retórica é a técnica (ou a arte, como preferem alguns) de convencer o interlocutor através do discurso. Classicamente, o discurso no qual se aplica a retórica é verbal, mas há também — e com muita relevância — o discurso visual. A retórica aristotélica de certa forma herdeira daquela de Sócrates, procura fazer o interlocutor convencer-se de que o emissor está correto, através de seu próprio raciocínio. Retórica não é dizer o que é certo, mas sim fazer o próprio receptor da mensagem chegar sozinho à conclusão de o que é certo.

## Vanguardas da Comunicação
O surgimento da internet como uma comunidade auto organizável, a sua subseqüente eleição como segunda opção por empresários, o que resultou no colapso da pirâmide dot.com e o mais recente ressurgimento auto-consciente dos mais participativos fóruns do meio interativo, servem de casos para o estudo das políticas do renascimento. A batalha pelo controle das novas e pouco compreendidas tecnologias da comunicação tornou transparentes várias agendas implícitas em nossas narrativas políticas e culturais. Enquanto isso, as próprias tecnologias possibilitam as pessoas participarem da criação de novas narrativas. Portanto, em uma era em que as perversões crassas do populismo e chamadas exageradas do nacionalismo ameaçam as premissas da democracia representacional e o livre discurso, as tecnologias interativas nos oferecem um raio de esperança de um espírito renovado de engajamento civil genuíno.

## Dialética e Comunicação
A dialéctica não é apenas uma forma do pensamento; existe na matéria independentemente do pensamento; por palavras, o movimento da matéria é objetivamente dialético. O dialético materialista não coloca na matéria aquilo que só existe no seu cérebro; mas, com ajuda dos seus sentidos e do seu pensamento - também este submetido às leis da dialética - ele abarca diretamente o dever material da realidade objetiva (Wilhelm REICH)
Uma abordagem hegeliana institui a dialética de uma composição de "afirmação, negação e negação da negação". O desenvolvimento dialético, resultante de contradições, faz com que nada seja durável; tudo o que nasce traz em si o germe da seu desaparecimento. Como Marx mostrou, uma classe que pretende consolidar o seu domínio não pode aceitar a concepção dialética sob a pena de se condenar ela própria a morte. Hegel ainda mostra que o conceito de finitude produz o princípio básico do idealismo. Se o Ser das coisas consiste nas suas transformações, mais do que no estado em que elas, as coisas, existem, os múltiplos estados que elas apresentam, quaisquer que sejam a forma e o conteúdo que elas possam ter, são apenas momentos de um processo compreensivo, e só existem dentro da totalidade deste processo. Assim, as coisas são de uma natureza "ideal", e sua interpretação filosófica deve ser o idealismo. A existência das coisas é "a inquietação de Algo no seu Limite". E é neste gancho que entra a comunicação, que sempre é levada a um novo limite e contestada e como possui caráter metamorfico, muda, e sempre a favor da corrente de pensamento humano e de suas necessidades.